# Polyphylla olivieri
La polyphylla olivieri es una especie de escarabajo perteneciente a la familia Scarabaeidae con distribución en Transcaucasia.

## Descripción
Los adultos miden entre 30 y 37,8 mm de largo y entre 14,2 a 18,5 milímetros (0,6 a 0,7 plg) de ancho. Presentan un color negro o negro parduzco, y sus élitros están cubiertos de manchas blancas con un patrón marmóreo. Las antenas negras y marrones.
Las larvas son de color amarillo, están curvadas en forma de arco y alcanzan 8 cm de longitud. Pasan el invierno enterradas en el suelo varias veces, ya que requieren entre 3 y 5 años para completar una generación. Estas larvas se alimentan de raíces de plantas, especialmente de vides jóvenes y árboles frutales.
Habitan suelos densos, a diferencia del escarabajo de los pinos, que prefiere suelos arenosos. Esta especie se desarrolla en suelos arcillosos, donde la hembra puede llegar a poner hasta 40 huevos.

## Distribución
La especia ha sido descrita en Grecia hasta Turquía, Georgia, Armenia, Siria, Líbano, Israel, Azerbaiyán e Irán.